# قاعده تروتن

Enthalpies of melting and boiling for pure elements versus temperatures of transition, demonstrating Trouton's rule

قاعدهٔ تروتون که اولین بار توسط فردریک توماس تروتون مطرح شد چنین می‌گوید که آنتروپی تبخیر مایعات مختلف همیشه مقداری تقریباً ثابت و نزدیک به ۸۵ تا ۸۸ ژول بر کلوین مول است. آنتروپی تبخیر به صورت نسبت آنتالپی تبخیر به دمای جوش تعریف می‌شود.
به صورت ریاضی قاعدهٔ تروتون به فرم زیر نوشته می‌شود:
{\displaystyle \Delta {\bar {S}}_{vap}=10.5R}
که در آن R ثابت گازها می‌باشد.
قاعدهٔ تروتن برای بسیاری از مایعات قابل استفاده است. به عنوان نمونه آنتروپی تبخیر برای تولوئن برابر با ۸۷٫۳۰ ژول بر کلوین بر مول می‌باشد و همین کمیت برای بنزن و کلروفرم به ترتیب مقادیر ۸۹٫۴ و ۸۷٫۹۲ ژول بر کلوین بر مول را دارا می‌باشد. از قاعدهٔ تروتن به سبب فرم ریاضی ساده ای که دارد برای تخمین آنتالپی تبخیر مایعات با نقطهٔ جوش معین استفاده می‌شود.
با این همه این قاعده دارای استثنائاتی می‌باشد. برای نمونه آنتروپی تبخیر برای آب، اتانول، فرمیک اسید و هیدروژن فلوئورید با مقادیری که قاعدهٔ تروتن پیش‌بینی می‌کند تفاوت بزرگی دارد.